# Anglezowanie
Anglezowanie – rytmiczne unoszenie się jeźdźca z siodła podczas jazdy kłusem na koniu, w takt jego ruchu, w celu zamortyzowania wstrząsów i odciążenia grzbietu końskiego.